# Oxypoda paganica
Oxypoda paganica är en skalbaggsart som beskrevs av Thomas Casey 1911. Oxypoda paganica ingår i släktet Oxypoda och familjen kortvingar. Inga underarter finns listade i Catalogue of Life.